# هضم الأنسجة
هضم الأنسجة هي طريقة للتخلص من الأجساد. والاسم العلمي لتلك الطريقة هو «التميؤ القلوي». وتتبع هذه الطريقة في مختلف الجامعات للتخلص من بقايا جثث الحيوانات بالإضافة إلى بقايا الجثث البشرية. وعند استخدامها في المشرحة، فيطلق على تلك العملية «إزالة الماء» أو «التحلل القاعدي للجثث» أو «التحلل بالماء».

## الطرق
تذاب البقايا في مزيج من الماء الساخن وغسول قلوي أو هيدروكسيد البوتاسيوم. فتنخفض البقايا الصلبة بمقدار يتراوح بين اثنين إلى ثلاثة في المائة من وزن الجسم الأصلي. وبعد انتهاء العملية، تتبقى فقط بقايا العظام من الجسم، وتلك يمكن الإمساك بها بيد واحدة. فلقد تحللت بقايا مادة بروتين الجسم في الغسول القلوي في سائل معقم. ولقد بدأ استخدام طريقتين أساسيتين مع البقايا البشرية، والاختلاف الأساسي هي في درجات الحرارة التي تعمل عندها الوحدات؛ ففي التحلل القاعدي للجثث تعمل الوحدات عند درجة حرارة 180 درجة مئوية، بينما تعمل عند التحلل بالماء عند درجة حرارة 93 درجة مئوية.

## اختراع
لقد حصل أموس هيربرت (Amos Herbert) على براءة اختراع لطريقة «التميؤ القلوي» في الولايات المتحدة عام 1888م. ولكن أعاد النظر في تلك الطريقة بروفيسور علم الأمراض المتقاعد جوردون كاي (Gordon Kaye) وبروفيسور الكيمياء الحيوية المتقاعد بيتر ويبر (Peter Weber) عام 1992م. ولقد استخدمت كطريقة للتخلص من بقايا الحيوات المستخدمة في أبحاث الأمراض.

## المزايا
بالنسبة للاستخدام في المشرحة، تعد تلك الطريقة أرخص بمقدار عشر مرات من حرق الجثث، فتلك الطريقة لا تستهلك الغاز. أما بالنسبة للتخلص من الحيوانات، فتلك الطريقة تدمر أيضًا البريونات، التي لا تستطيع عملية الطهي أن تدمرها تمامًا. كما أن تلك الطريقة لا تسبب تلوث الهواء. فهي من أكثر الطرق الصديقة للبيئة وأكثر الطرق صحية للتخلص من الجثث ومخلفاتها. ويمكن إعادة تدوير المنتجات النهائية لتلك الطريقة واستخدامها كـ سماد.

## الاستخدام داخل المشرحة
إن حقيقة إسالة بقايا الجثث البشرية وإلقائها في الصرف الصحي يعوق استخدام تلك الطريقة داخل المشرحة. كما أن فكرة الإذابة تسبب الضيق للبعض. وللتعامل مع هذا الشعور بالضيق، تم وضع عملية لتجفيف البقايا السائلة بحيث يتم التخلص منها بطريقة حرق الجثث التقليدية مع مخلفات العظام. ولم يكن استخدام تلك الطريقة في المشارح يسبب أية مشكلة بالنسبة للشركة حتى وقعت فضيحة محرقة Tri-State Crematory، الأمر أدى إلى توقع صناعة المشارح أن يحدث انخفاض في ثقة العامة في عملية حرق الجثث.

## وصلات خارجية
- BioLiquidator, mobile tissue digestion equipment for animal carcasses and disease mitigation
- BioSAFE Engineering's Alkaline Hydrolysis
- Aquamation, religious considerations and funeral planning
- Time September 28 2010